# Зверосовхоз им. А. П. Чехова
Звероводческий совхоз имени А. П. Чехова — животноводческое хозяйство в Сахалинской области. Предприятие, ранее строило свою деятельность на производстве разведения пушного зверя.

## История
В 1958 году был установлен генеральный план о строительстве в Холмском  районе звероводческого предприятия. 1 февраля 1958 года (постановлением Совета Министров РСФСР от 27 декабря 1957 года № 1346, приказом Министерства сельского хозяйства РСФСР от 9 января 1958 года № 16) был образован звероводческий совхоз «Чеховский». Зверосовхоз «Чеховский» был образован на базе Новосибирского рыбзавода Байковского рыбокомбината Сахалинского совнархоза. Предприятие находилось в селе Новосибирское Холмском районе Сахалинской области.
В состав зверосовхоза входили: звероферма – бригады по выращиванию норок, зверокухня, кормоцех; холодильник (посёлок Байково), ветеринарный пункт, склады (запчастей, зерно-фуража, забойного цеха), забойный цех, механический цех, гараж автомобилей, ремонтные механические мастерские (РММ), тракторный парк, склад горюче-смазочных материалов (ГСМ), хозяйственный цех, строительный цех, столярный цех, пилорама, бани, культурно-бытовой комбинат (КБК), столовая, детский сад-ясли, жилой фонд.
Ранее предприятие принадлежало:
- с февраля 1958 года — Сахалинскому управлению сельского хозяйства, Дальневосточному зверотресту Минсельхоза РСФСР (приказ Министерства сельского хозяйства РСФСР от 9 января 1958 года № 16);
- с июля 1961 года — Сахалинскому областному тресту совхозов (постановление бюро ЦК КПСС по РСФСР с СМ РСФСР от 17 марта 1961 года № 278, приказ Сахалинского облсельхозуправления от 25 апреля 1961 года № 56к);
- с октября 1962 года — Южно-Сахалинскому территориальному совхозному управлению Сахалинского областного управления производства и заготовок сельскохозяйственной продукции (постановление бюро обкома КПСС и облисполкома от 31 марта 1962 года № 13/1-126, решение облисполкома от 10 апреля 1962 года № 141, приказ треста от 11 апреля 1962 года № 49к),
- с января 1963 года — Углегорскому территориальному управлению совхозов,
- с августа 1963 года — Углегорскому производственному совхозному управлению,
- с февраля 1965 года — Холмскому межрайонному производственному управлению сельского хозяйства (постановление бюро обкома КПСС и облисполкома от 21 января 1965 года № 33/4-31),
- с октября 1966 года — хозрасчётному отделу звероводства областного управления сельского хозяйства (приказ Министерства сельского хозяйства РСФСР от 1 сентября 1966 года № 336, приказы Сахалинского облсельхозуправления от 23 сентября 1966 года № 207-к и от 26 сентября 1966 года № 209-к)
- с января 1970 года — Сахалинскому тресту звероводческих совхозов «Сахалинзверотрест» (постановление Совета Министров РСФСР от 5 июня 1969 года № 696, приказ Минсельхоз от 26 декабря 1969 года № 730, приказ Сахалинского облсельхозуправления от 08 января 1970 года)
- с ноября 1972 года — Сахалинскому межобластному тресту звероводческой промышленности «Сахалинзверопром» (постановление Совета Министров РСФСР от 1 сентября 1972 года № 559, приказ Минсельхоз от 20 сентября 1972 года № 209),
- с октября 1986 года — Производственному объединению «Сахалинпушнина» по звероводству (приказ Госагропрома РСФСР от 24 июня 1988 года № 524)
- Официально зверосовхоз был ликвидирован в 2000 году.

## Деятельность
Специализация предприятия состояла в производстве разведения пушного зверя. Зверосовхоз разводил серебристо-голубую и тёмно-коричневую норку. Вся полученная продукция отправлялась на экспорт.

## Прежние названия
- Зверосовхоз «Чеховский» Сахалинского управления сельского хозяйства, с. Новосибирское (1958-1961)
- Зверосовхоз «Чеховский» Сахалинского областного треста совхозов, с. Новосибирское (1961-1962)
- Зверосовхоз «Чеховский» Южно-Сахалинского территориального совхозного управления Сахалинского областного управления производства и заготовок сельскохозяйственной продукции, с. Новосибирское (1962-1963)
- Зверосовхоз «Чеховский» Углегорского территориального управления совхозов, с. Новосибирское (январь-август 1963)
- Зверосовхоз «Чеховский» Углегорского производственного совхозного управления, с. Новосибирское (1963-1965)
- Зверосовхоз «Чеховский» Холмского межрайонного производственного управления сельского хозяйства, с. Новосибирское (1965-1966)
- Зверосовхоз «Чеховский» хозрасчетного отдела звероводческих совхозов Сахалинского областного управления сельского хозяйства, с. Новосибирское (1966-1969)
- Зверосовхоз «Чеховский» Сахалинского треста звероводческих совхозов «Сахалинзверотрест», с. Новосибирское (1970-1972)
- Зверосовхоз «Чеховский» Сахалинского межобластного треста звероводческой промышленности «Сахалинзверопром», с. Новосибирское (1972- 1986)
- Зверосовхоз «Чеховский» Сахалинского областного треста звероводческой промышленности «Сахалинзверопром», с. Новосибирское (1986-1988)
- Звероводческий совхоз «Чеховский» Производственного объединения «Сахалинпушнина» по звероводству, с. Новосибирское (1988-2000)